# 訴諸憐憫
訴諸憐憫（英語：appeal to pity；拉丁語：argumentum ad misericordiam）或訴諸同情，是一種訴諸情感謬誤，係透過挑起對方的同情與愧疚，以博取他人支持自己的想法。
一些宣傳中常見的標語，如「想想孩子吧」等，就使用了訴諸憐憫的技巧。

## 示例
例一
各位陪審員，看看這位被告席是的可憐人，他行動都必須要依靠輪椅，他怎麼可能是盜用公款的人呢？
例二
我不是故意要偽造證件的，實在是貴國法律不開放海外人士就業與就學啊！

## 外部連結
- （英文）Philosophy 103: Introduction to Logic Argumentum Ad Verecundiam（页面存档备份，存于）